# The War Against Sleep
The War Against Sleep ist ein 1993 veröffentlichtes Lied der Post-Punk-Band The Cassandra Complex. Die Band orientierte sich so am keimenden Industrial Rock. Das Stück wurde auf diversen Kompilationen präsentiert und avancierte zu einem Clubhit.

## Hintergrund und Veröffentlichungen
The War Against Sleep erschien als Stück des siebten Albums von The Cassandra Complex Sex & Death. Die für Indie-Hits wie Moscow Idaho, Nightfall und besonders One Millionth Happy Customer populäre Band war im Entstehen des Albums darum bemüht neue Wege zu beschreiten. Der Aufbau des eigenen Studios Wooden Horse Studio, ein längerer Aufenthalt von Rodney Orpheus in den Vereinigten Staaten sowie die Anschaffung eins Macintosh beeinflussten die Arbeitsweise, sowie die musikalische Ausrichtung der Band nachhaltig und führten zu den bis dahin elektronischsten und aggressivsten Aufnahmen der Gruppe. Das Stück wurde von Rodney Orpheus, Jürgen Jansen und Volker Zacharias geschrieben. Diese drei bildeten auch die Kernbesetzung von The Cassandra Complex zur Aufnahme. Ergänzt wurde das Trio durch Robert Wilcocks und Andy Booth. Als Albumstück und Kompilation-Beitrag entwickelte sich The War Against Sleep zu einem weiteren der Clubhits der Band.

## Musik und Text
Das gesamte Album Sex & Death wurde durch das Buch American Psycho von Bret Easton Ellis beeinflusst. Die Texte des Albums sind aus der Perspektive eines Serienmörders verfasst greifen dabei mit der „Kritik an der modernen kapitalistischen Gesellschaft und der von ihr verursachten Entfremdung“ auf ein im Werk der Band übliches Motiv zurück.
The War Against Sleep verknüpft diese Idee hinzukommend mit Elementen einer masochistischen Unterwürfigkeit und Leidensbereitschaft. Während in den beiden Strophen eine Auseinandersetzung mit der gefühlten eigenen Bedeutungslosigkeit stattfindet, in der ersten in der Gesellschaft, in der zweiten in einer gewalttätigen Beziehung und Sucht, findet der Ich-Erzähler im Refrain seinen Erkenntnishöhepunkt in der Annahme, dass die Menschen im titelgebenden Kampf gegen den Schlaf „leben und sterben, […] lachen und weinen“ werden ohne zu fragen warum.

„We’ll never do just what we please

We’ll live our life down on our knees

In the War Against Sleep

The War Against Sleep“

„Wir werden nie tun, was uns gefällt

Wir werden unser Leben auf den Knien leben

Im Kampf gegen den Schlaf

Der Kampf gegen den Schlaf“

Beide Strophen sind in einem Haufenreim mit acht Zeilen verfasst. Der zwischen den Strophen und am Ende des Lieds eingebrachte Refrain ist ebenfalls in acht Zeilen, diese jedoch im Paarreim, verfasst.
Das als Electro- und Wave-Rock beschriebene The War Against Sleep wurde im 4/4-Takt und im Grundton Gis-Dur bei einem Tempo von 120 BpM geschrieben. Das Stück gilt als besonders enorm energiegeladen und tanzbar. Unter der Bezeichnung als Electro Rock wurde auf den deutlichen Einfluss des Industrial Rock und Electropunk der frühen 1990er verwiesen und die Musik der Gruppe mit Nine Inch Nails, Cat Rapes Dog, KMFDM und Die Krupps assoziiert.